# 伯麥
伯麥爵士，KCB，KCH（1786年9月26日—1850年2月14日），又譯庇林麥、卑林馬、寶馬，英國海軍將領。曾參加拿破崙戰爭、第一次英緬戰爭、第一次鴉片戰爭。在中国时曾两度担任英军总司令，曾在中文公告中自称“军师统帅水师总兵官伯麦”。
伯麦生于英格兰的波托西，于1794年加入英国海军。在东印度服役时曾任响尾蛇号（HMS Rattlesnake）的指挥官。1814年升为上校，次年获得第三级巴斯勋章。后来还担任添馬號的指挥官，1824年他被派往澳大利亚梅尔维尔岛建立殖民地。在他的领导之下，英国得以宣称对东经129°-135°之间的澳大利亚北部海岸拥有主权。
伯麦在第一次鸦片战争中两度担任英军总司令，并于1841年正式占领香港岛。同年被授予第二级巴斯勋章。1846年成为英国海峡舰队副司令，后来担任伍尔维奇造船厂主管直到1848年退休。1850年逝世，当时军衔为少将。

## 早期生平
1786年9月26日，伯麦出生于英格兰汉普郡的波托西。是英国海军上尉詹姆斯·伯麦唯一的儿子（他父亲所乘的船只于1786年1月6日在英格兰多塞特郡海岸外失事，下落不明），他母亲是詹姆斯·诺曼（James Norman）船长的女儿，安妮。1794年，伯麦作为初级志愿兵（first-class volunteer）加入英国海军，属于斯凱芬頓·勒特威奇少将位于泰晤士河口的旗舰三明治號，1795年6月被解职。后来他进入朴茨茅斯的皇家海军学院就读，并于1802年4月2日成为查爾斯·達勒姆船长的恩底彌翁號上的见习军官。后又加入纽芬兰和北海舰队，在詹姆斯·甘比爾中将的旗舰伊西斯號上效力。在通过考试后不久，伯麦被任命为急流號雙桅橫帆炮艦上的中尉军官。1805年8月3日，他作为首領號三等艦上的中尉军官参与了由威廉·康沃利斯指挥的在布雷斯特一带对法国舰队的追击战。
1806年5月起，伯麦先后在地中海艦隊的狄安娜号（HMS Diana）和伊摩根号（HMS Imogen）上服役。1807年5月28日，他又被派到东印度地区，在威廉·伍尔德里奇（William Wooldridge）船长的普赛克号（Psyché）上效力。10月13日就任响尾蛇号的指挥官。1814年6月7日升为上校，次年6月4日获得第三级巴斯勋章（CB）。

## 在澳洲
1823年9月18日，伯麦成为添马号的指挥官。次年2月，因为英国商人有望打开马来群岛的市场，他被派往澳大利亚梅尔维尔岛建立殖民地，以作为可用于保护英国贸易的军事据点。1824年6月，伯麦抵达悉尼，花了一个月时间集中部队和物资。8月24日，他率添马号、哈科特伯爵夫人号（Countess of Harcourt）、纳尔逊女士号（Lady Nelson）载着陆战队员和44名囚犯离开杰克逊港，穿过托雷斯海峡，于9月20日抵达埃辛顿港，宣告东经129°-135°之间的澳大利亚北部海岸为英国领土。由于埃辛顿港缺乏新鲜饮用水，伯麦认为当地不适合建立居民点。9月26日，伯麦等人到达梅尔维尔岛的国王海湾（King Cove），建立营地，并于10月21日将其命名为登打士砦。不过当地健康环境差，耗费昂贵，也没发展成有效的商贸站。1828年11月，英国人奉令放弃了该据点。
1824年11月，伯麦前往印度参与第一次英缅战争。1836年1月25日，他被授予教皇党勋章（KCH）。1837年，格莱内尔格男爵（Baron Glenelg）再次选中埃辛顿港为设立贸易站的合适地点，伯麦率短吻鳄号和布里托玛特号（Britomart）再度赶往该地，并于1838年10月在当地建立了一个新据点，称为维多利亚港。这个港口一直使用到1843年，1849年时，由于失去了商务和军用的价值，埃辛顿港被废弃。
1839年6月，英国人在广州遇到麻烦的消息传来，在南威尔士总督乔治·吉普斯支持下，伯麦率属下战舰离开埃辛顿港前往中国。

## 在中国

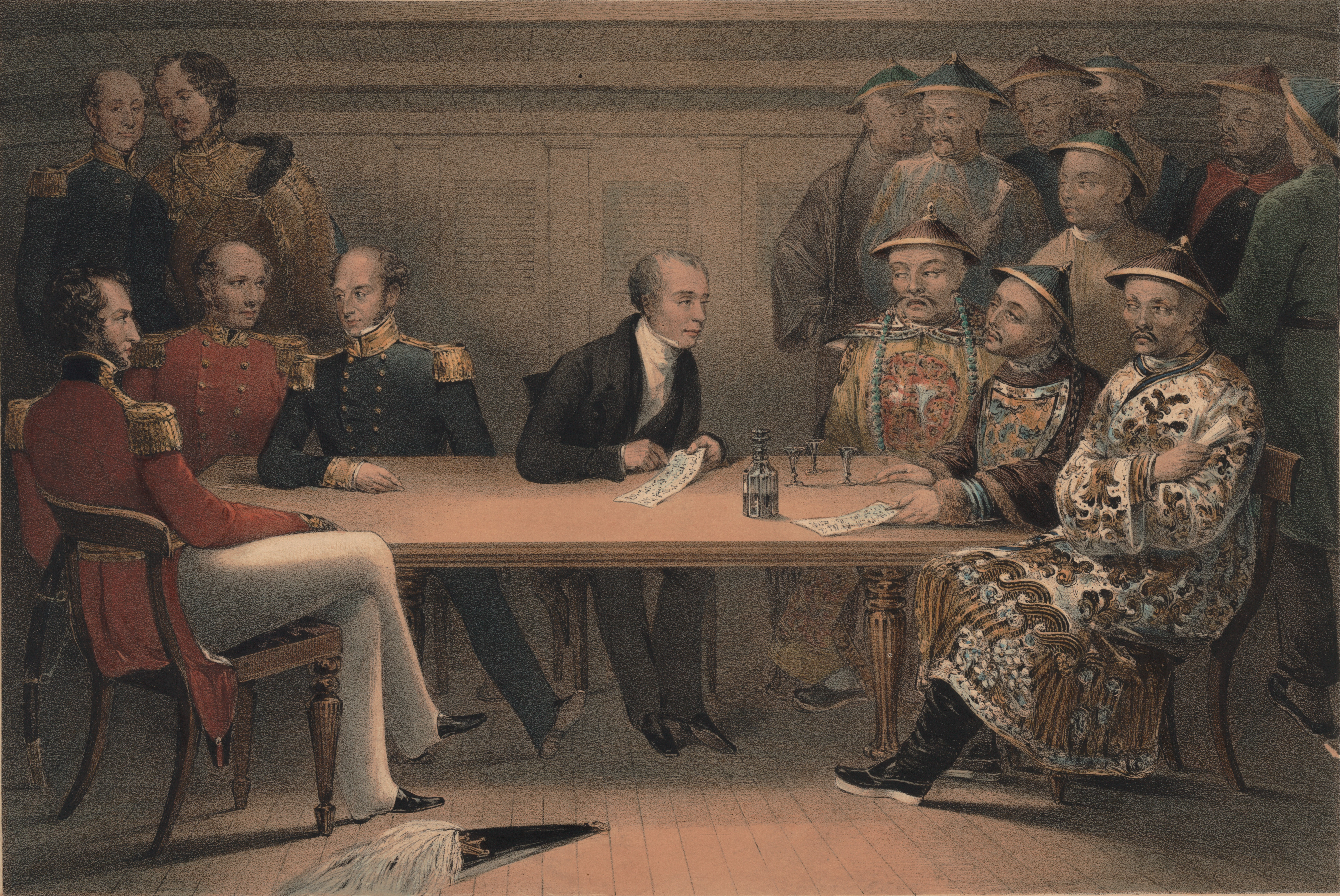
第一次定海之战前一天，伯麦在韦尔斯利号上要求中国官员交出舟山岛

1839年11月，在少将弗雷德里克·麦特兰死后，伯麦准将当上了第一次鸦片战争中英军的总司令，1840年7月，乔治·懿律接任总司令，在懿律回国后，伯麦于1840年11月再任英军总司令。直到1841年8月由威廉·巴加接替。伯麦先后指挥了英军在舟山、穿鼻、虎门、乌涌、黄埔、广州等地的战斗。
1841年1月19日，琦善同英國公使義律訂立《川鼻草約》，當中一條割香港島。草約雖然未受兩國政府批准，1841年1月26日，伯麥乘高爾合號（HMS Calliope）來港，正式舉行升旗儀式，並在海面鳴炮，表示正式佔領香港。他們在水坑口登陸，並把它叫做Possession Point，即「佔領角」之意。1841年2月1日，即道光廿一年正月初十，伯麥同義律一齊發告示，香港島歸入英國，而告示香港島土人一切如舊。伯麥因此次戰爭，而聲名大噪，并因战功受到英国议会的表彰。1841年7月29日，他获得第二级巴斯勋章（KCB）。8月24日，伯麦与义律乘亚特兰大号离开中国。

## 晚年
1846年4月30日，伯麦加入海峡舰队，担任弗朗西斯·奥古斯都·科勒上将的副司令，座舰是女王号（HMS Queen）。11月24日，他成为伍尔维奇造船厂的主管，同时负责指挥威廉和玛丽号快艇（William and Mary）。1848年11月13日，他从造船厂退休。后于1849年9月15日升为少将。他一度在德文郡任地方官。1850年2月14日因糖尿病在肯特郡逝世。

## 家庭
伯麦在1811年3月27日和陆战队军官托马斯·维勒（Thomas Wheeler）的女儿、牧师乔治-亨利·格拉斯（George-Henry Glasse）的寡妻哈莉特（Harriet）结婚，育有二子四女。
哈莉特于1846年去世后，伯麦在1848年2月8日续娶了海军军官詹姆斯·布里斯拜恩（James Brisbane）的长女杰迈玛·玛丽·哈莉特（Jemima Mary Harriet）。

## 地名
- 伯麥灣，西澳
- 伯麥河，澳洲昆士蘭
- 寶馬山，香港香港島